# Konstantin II. Carigradski
Konstantin II. (grč. Κωνσταντῖνος, Kōnstantinos) bio je patrijarh Konstantinopola (754. – 766.). Bio je ikonoklast i nasljednik patrijarha Anastazija, koji je također bio protiv kulta ikona. Nakon što je otkrivena urota Konstantina Podopagourosa protiv bizantskog cara Konstantina V., Konstantin II. je uhićen i zatvoren jer je navodno i sam imao udjela u uroti.
Patrijarha Konstantina je naslijedio Niketa I., dok je sam Konstantin pogubljen 767., odsijecanjem glave.
| prethodnik Anastazije | Patrijarh Konstantinopola | nasljednik Niketa I. Carigradski |